# 榴岡公園

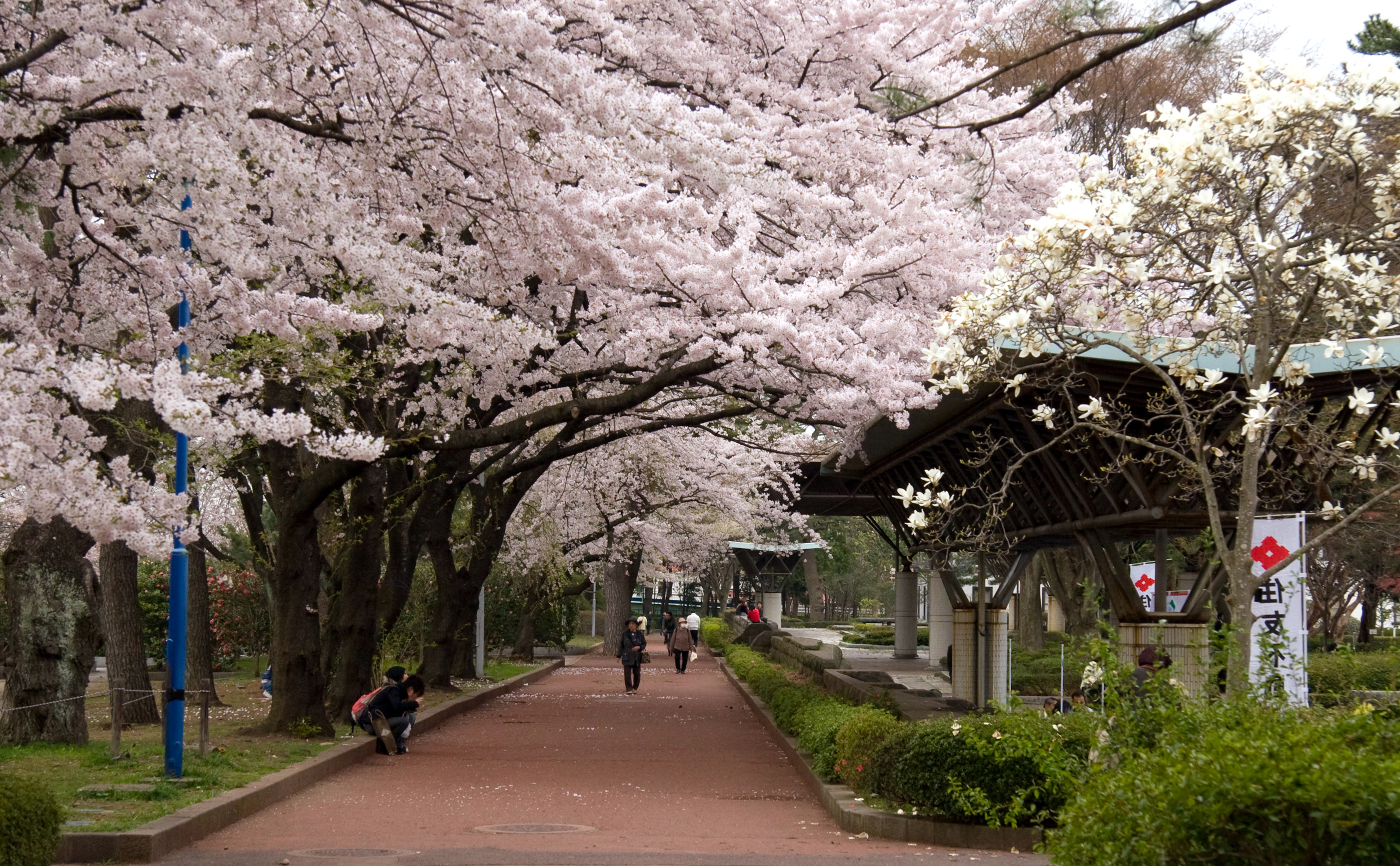
桜の季節の榴岡公園（2008年4月）

榴岡公園（つつじがおかこうえん）は、宮城県仙台市宮城野区の丘陵地にある都市公園。
公園周辺は古くから榴ヶ岡あるいは宮城野と称される歌枕の地で、ツツジが多くみられたことから「躑躅岡」「躑躅ヶ岡」「山榴岡」「榴ヶ岡」などと表記されていた。江戸時代に仙台藩主伊達綱村がこの地に桜を植樹して民衆に開放したことから、当時から現在に至るまで花見の名所となっている。

## 歴史
現在の仙台市内には、古来に歌枕として詠まれた地名が3つあった。宮城野と玉田横野と、そして躑躅岡である。
- 藤原仲平 「みちのくの つつじが岡の くまつづら　辛しと妹を けふぞ知りぬる」（『古今和歌六帖』）[4]
- 右大将道綱の母 「みちのくの 千賀の浦にて 見ましかば　いかにつつじの をかしからまし」
- 二条大后宮肥後 「東路や つつじが岡に 来て見れば　赤裳の裾に 色ぞかよへる」（『夫木和歌集』）
- 道興准后 「名にし負ふ つつじが岡の 下わらび　共に折り知る 春の暮れかな」

平安時代末の1189年（文治5年）、源頼朝と奥州藤原氏の藤原泰衡が戦った奥州合戦において、泰衡は国分原鞭楯に本陣を置いて頼朝の軍勢に備えた。この国分原は宮城野原であると考えられており、鞭楯は現在の榴岡公園の辺りと推測されている。
関ヶ原の戦いの後、伊達政宗は1601年（慶長5年）仙台城を築き岩出山城から移った。この際、石巻の日和山と共に榴岡も築城の候補地だったと言われる。ただし、これは後世に記された文献に見られる話であり、具体的根拠が伴っているわけではなく、信憑性は低いと考えられている。江戸時代になると、躑躅岡に替わって榴岡や榴ヶ岡の表記が一般的になる。
1650年（慶安3年）、仙台七崎の1つ「玉手崎」の天神社境内に仙台東照宮が造営され、天神社はその境内社とされたが、仙台藩第3代藩主・伊達綱宗によって1667年（寛文7年）7月25日、榴岡に遷宮され榴岡天満宮となった。また、1695年（元禄8年）仙台藩第4代藩主・伊達綱村が榴岡天満宮の北東の、現在は宮城県公文書館が建っている場所に亡くなった生母三沢初子を供養するための釈迦堂を建立した。この時、釈迦堂の南側隣接地に馬場、的場が設置され、合わせてシダレザクラ、マツ、カエデなど千本余が植栽されて、「桜の馬場」と称さるようになった。当時の文献『仙府年中往来』には榴岡で花見を楽しむ庶民の様子が描き出されている。榴岡は「四民遊覧の地」あるいは「士民遊興の場」と称され、芝居や相撲の興行が許され、門前に茶屋町が置かれるなど、仙台における公園の嚆矢となった。釈迦堂の周囲に庶民が集まる場所が設けられた背景として、庶民の参詣が母の供養に繋がるという綱村の考えがあったことが『伊達綱村釈迦堂建立本願覚書』に見て取れる。
文化年間（1804年から1817年）の大火により桜が焼失した。
「桜の馬場」は1902年（明治35年）に宮城県が管理する榴岡公園として開園した。すると、1875年（明治8年）開園の桜ヶ岡公園が仙台市中心部の西にあることから「西公園」、榴ヶ岡公園が中心部の東にあることから「東公園」とも呼ばれたが、「西公園」と「榴ヶ岡公園」が各々定着した。明治時代の榴岡公園でも引き続き花見が楽しまれていた。
1924年（大正13年）12月9日、「榴ヶ岡（桜）」が内務省告示第777号にて名勝に指定された。宮城県内では前年3月7日に指定された松島に次いで2例目である。これを記念として1928年（昭和3年）にサクラ100本が植えられた。1928年（昭和3年）の4月15日から6月3日の間に行われた東北産業博覧会では、榴岡公園は第三会場して用いられることになり、日光館や文化住宅がここで展示された。戦中の1942年（昭和17年）榴岡公園の管理が宮城県から仙台市に移された。これと前後して、1925年（大正14年）に後の仙石線となる宮城電気鉄道が開業して榴ケ岡駅が置かれ、また戦後の1946年（昭和21年）には仙台市電の原町線が榴ヶ岡停留場まで延伸した。
1968年（昭和43年）3月14日、枯死により「榴ヶ岡（桜）」の名勝指定は解除された。1971年（昭和46年）宮城県図書館の建設に伴い、榴岡公園の礎の一端であった釈迦堂は榴岡の孝勝寺に移された。
この時までの榴岡公園は、現在の榴岡公園北西部の一部分に当たる。現在の榴岡公園で広場などになっている中央部は、明治時代から戦中にかけて陸軍の歩兵第4連隊の兵営があり、戦後の占領期には1956年（昭和31年）まで進駐軍がその兵営を接収してキャンプ・ファウラー (英: Camp Fowler) として使用していた。その後は東北管区警察学校がここに置かれた。
1975年（昭和50年）3月に警察学校が多賀城市に移転した。すると、1977年（昭和52年）の仙台市の市制88周年を記念して、1976年（昭和51年）から警察学校跡地を公園用地に組み込んで一体的な整備が始められた。この時、榴岡公園と警察学校跡地の境界を南北に走って両区域を分断していた道路が、市道榴岡公園西線として榴岡公園の西側に移設された。現在、榴岡公園内でも住所や住居表示が異なるのはこの時の拡張の名残である。榴岡公園の整備は1987年（昭和62年）まで続けられ、広場や緑地、野外音楽堂、集会所が整備されていった。歩兵第4連隊の兵営として建築され警察学校としても使われていた建物はこの時にほとんど取り壊されたが、1棟だけが移築され、これが現在、仙台市歴史民俗資料館として使われている。
1989年（平成元年）7月28日、榴岡公園は日本の都市公園100選に選ばれた。

## 桜の名所として

2011年4月、東北地方太平洋沖地震後の「がんばろう東北　榴岡のさくら」にて。この花見イベントは一度は中止が決まったが、鎮魂の祈りをこめ、イベント名称の変更、節電のための規模縮小、時間短縮などのもとで行われた

榴岡公園内には、シダレザクラを中心に約370本の桜が植えられている。シダレザクラの内、元禄年間に伊達綱村により植えられた白色や薄紅の一重咲きのシダレサクラは「仙台枝垂桜」とも呼ばれる。また、八重咲きのヤエベニシダレ（八重紅枝垂）は仙台市長の遠藤庸治が普及に努めた品種で、子孫樹が平安神宮などにある。「伊達家の桜」とも言われ、園内に限らず仙台およびその周辺に多く見られる。
このヤエベニシダレを母とし、ソメイヨシノを父として、宮城県師範学校の坂庭清一郎が交配させて1900年（明治33年）に誕生したのがセンダイヨシノ（仙台吉野）で、原木が東北大学植物園にある。1997年（平成9年）より、宮城県柴田農林高等学校の講師・生徒らが、バイオテクノロジー技術を用いて増やし、1999年（平成11年）に校内や白石川公園に植樹した。
仙台市青葉区の西公園は榴岡公園と共に仙台市中心部における桜の名所でもあるが、西公園はソメイヨシノを主としている。

## 主な施設

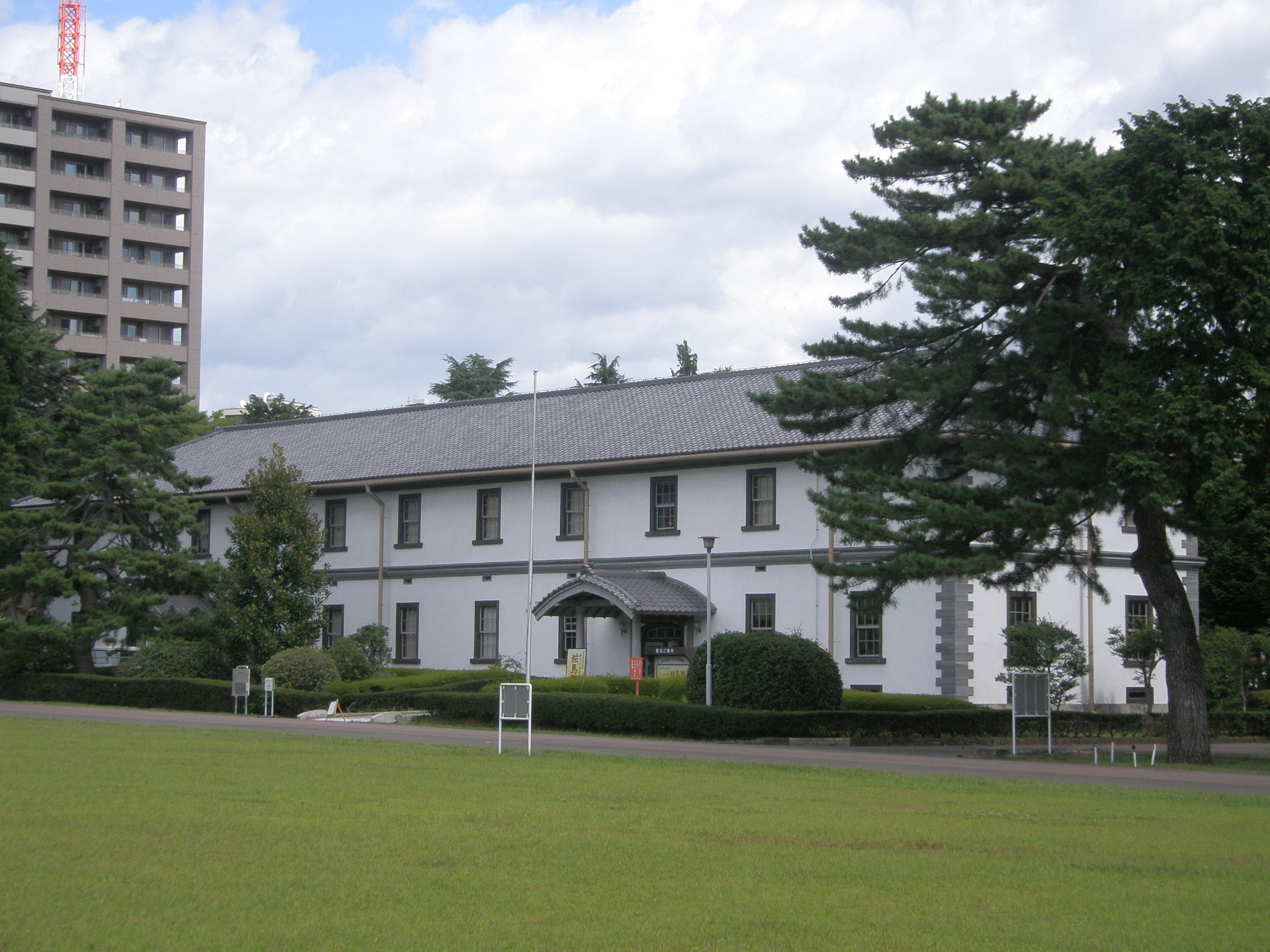
仙台市歴史民俗資料館

- 仙台市歴史民俗資料館
明治期の建築物で、旧第2師団・歩兵第4連隊の兵舎。県内では最古の木造洋風建築である。ほぼ同時期の同様な建物である旧第六連隊兵舎が愛知県の博物館明治村に保存されている。
- 榴ヶ岡市民センター (旧榴岡公園軽体育館)
榴岡公園の南西端にある。利用者専用無料駐車場7台分（うち身体障害者専用駐車スペース1台分）。公園の東側にある榴ヶ岡市民センターの付属施設。2011年の東北地方太平洋沖地震で打撃を受け、大規模な修繕が必要となった[35]。
- 野外音楽堂
- レストハウス
- 憩いと賑わいのテラス
- 芝生広場
1.5ha。広場を囲んで陸上トラック様のランニングコースがあり、放課後の時間帯に学生が陸上の練習をしている。
- 天皇御在位50周年記念広場（噴水広場）
1981年（昭和56年）3月30日にジョージ蔦川（英語版）作の噴水彫刻「杜のうた」が設置された[36][37]。
- 自由広場
3on3バスケットボールコート、スケートボード用施設など。
- 子供の広場
ジャングルジム、すべり台など。
- 遊戯広場
- 公園管理事務所
- 公害観測局
- バリアフリートイレ
- 駐車場

## 主なイベント
- 花見（4月中旬頃）人出：約15万人[32]
  - お花見ライブ（於：野外音楽堂）入場無料、期間中の週末4日間程度
  - すずめ踊り（於：榴岡公園内グラウンド）入場無料、期間中の週末2日間程度
- かつて日本テレビ系列『全国高等学校クイズ選手権』の東北大会、あるいは南東北大会の予選会場に使用された。現在では、仙台市泉区にある七北田公園がよく使われる。

## アクセス
- JR仙石線・榴ケ岡駅から徒歩1分
- 駐車場
  - 一般有料48台（100円/1時間）
  - 軽体育館利用者専用無料7台。

## 周辺
- 仙台サンプラザ
- 榴岡天満宮
- みやぎNPOプラザ[38]（1階）・宮城県公文書館（2階・3階）
伊達綱村が生母三沢初子の菩提を弔うため建立した榴岡釈迦堂の跡地。旧宮城県図書館。
- 政岡墓所
伊達騒動を扱った歌舞伎十八番「伽羅先代萩」の「政岡」のモデルとなった三沢初子の墓[39]。
- 宮城野原公園総合運動場
  - 楽天生命パーク宮城（東北楽天ゴールデンイーグルスの本拠地球場）
- 仙台図南萩陵高等学校
- 仙台育英学園高等学校
- 仙台市立宮城野中学校
- 仙台市立榴岡小学校